# Coenosia microcalyptra
Coenosia microcalyptra este o specie de muște din genul Coenosia, familia Muscidae, descrisă de Fritz Isidore van Emden în anul 1940.
Este endemică în Kenya. Conform Catalogue of Life specia Coenosia microcalyptra nu are subspecii cunoscute.